# Панов, Виталий Николаевич
Вита́лий Никола́евич Па́нов (род. 21 августа 1979, Железногорск, Курская область, РСФСР, СССР) — российский футболист, полузащитник; ныне тренер. Главный тренер клуба «Амкал».

## Клубная карьера
Футболом начал заниматься в родном городе Железногорске, первый тренер — Николай Алимов, который заметил его в первом классе на уроке физкультуры, играл за городские команды. В 14 лет перебрался в Орёл в спорткласс для футболистов, а затем и в школу подготовки молодых футболистов при ФК «Орёл». Выступал в первенстве Черноземья за Орёл. В 1996 году попал в клуб «Моздок», который через месяц возглавил Юрий Газзаев. В дальнейшем их пути шли параллельно: Газзаев приглашал Панова во все команды, в которых работал. Вместе с «КАМАЗом» Набережные Челны в 2003 году вышел в первый дивизион и сыграл три полных матча 1/16 финала Кубка России против санкт-петербургского «Зенита» (2003) и раменского «Сатурна» (2004). В начале сезона 2005 года получил травму колена, и в следующем году выступал за клубы второго дивизиона «Орёл» и «Носту» Новотроицк (последняя одержала победу в зоне «Урал-Поволжье» и по итогам сезона вышла в первый дивизион), после чего в двадцатисемилетнем возрасте вынужден был завершить карьеру игрока.

## Тренерская карьера
По окончании игровой карьеры стал тренером. Сначала входил в тренерский штаб второй команды «КАМАЗа», а затем возглавлял «КАМАЗ-2», выступавший в Первенстве России среди ЛФК (МФС «Приволжье»). Помогал главному тренеру в «КАМАЗе». В 30 лет после ухода Юрия Газзаева в самарские «Крылья Советов» осенью 2009 года возглавил «КАМАЗ» в качестве исполняющего обязанности главного тренера, провёл 5 матчей (4 победы, 1 поражение). В том же году являлся главным тренером сборной первого дивизиона на Кубке ПФЛ «Надежда» (2-е место). По окончании сезона ему предлагали двухлетний контракт, но он предпочёл пойти в Самару помощником Газзаева. Покинул «Крылья Советов» в августе 2010 года, в 2011—2012 годах был ассистентом Газзаева в ярославском «Шиннике», команда участвовала в переходных матчах за выход в премьер-лигу.
С января 2013 года — тренер в астраханском «Волгаре». Вылетев из ФНЛ, команда спустя год вернулась в подэлитный дивизион, в 2015 году выиграла Кубок ФНЛ, а спустя год участвовала в переходных матчах за выход в РФПЛ. После того как в январе 2018 года Газзаев покинул клуб, Панов продолжал работать в тренерском штабе команды, которую на весеннем отрезке сезона-2017/18 возглавлял Андраник Бабаян. Летом 2018 года, после понижения в классе по финансовым причинам, Панов возглавил «Волгарь» в качестве главного тренера. По итогам осенней части сезона команда заняла третье место в южной группе Первенства ПФЛ, также в розыгрыше Кубка России сезона 2018/19 годов «Волгарь» вышел в 1/16 финала, где уступил петербургскому «Зениту». В сезоне 2019/20 команда по его руководством заняла первое место в южной группе Первенства ПФЛ, тем самым гарантировала себе выход в ФНЛ, в розыгрыше Кубка России «Волгарь» вышел в 1/64 финала, где уступил владикавказской «Алании». 10 октября 2021 года расторг контракт с «Волгарём» по соглашению сторон.
В 2022 году — главный тренер клуба Первой лиги «Акрон» Тольятти. В июле 2023 года, за две недели до начала первенства Дивизиона «А» Второй лиги, возглавил «Челябинск», заключив контракт на два сезона, до 2025 года. По итогам первого этапа команда заняла 4-е место и вышла в группу «Золото». 15 апреля 2024 года был уволен. В июле 2024 года стал главным тренером медиафутбольной команды «Амкал». В ноябре 2024 года с командой выиграл Кубок медийной лиги. 29 ноября 2024 года получил премию Media Football Awards в категории «Лучший тренер года».
В 2008 году — учёба в ВШТ — получил тренерскую лицензию категории В. В 2010 году получил тренерскую категорию «А». В 2018 году обучался на категорию Pro и получил её. В 2023 году, до прихода в «Челябинск», преподавал курсы специалистам на категории B и A в Академии РФС в Москве.

## Личная жизнь
Женат. Супруга Камила. Дочь Кира.